# 小川貴史
小川 貴史（おがわ たかし、1978年12月11日 - ）は、日本の元男子バレーボール選手、指導者。

## 来歴
南山高校を卒業後、鹿屋体育大学へ進学。ビーチバレー選手のベテラン高尾和行とペアを組んで出場した2001年のビーチバレージャパンで優勝した。
2003年に三好循環器科EKG（2006年より大分三好ヴァイセアドラー）へ入団。V1リーグ時代の2006年にはチームの初優勝に貢献し、最優秀選手賞と得点王を獲得。Vプレミアリーグ昇格の原動力となった。
2008年のチャレンジ!おおいた国体では炬火リレーランナーに選ばれ、アーチェリー選手の松下紗耶未とともに最終炬火ランナーを務めた。
大分三好ではチームのキャプテンを務めていたが、2009年からコーチ兼任選手になった。
2014年、監督に就任した。
2021年、2020-21シーズン終了をもって監督を退任し、チームディレクターに就任した。
2024年、フラーゴラッド鹿児島の監督に就任した。
2025年5月、フラーゴラッド鹿児島の監督を退任。7月にVC長野トライデンツのゼネラルマネージャー就任が発表された。

## 受賞歴
- 2006年 - 第8回V1リーグ 最優秀選手賞、得点王
- 2015年 - 2014/15Vチャレンジリーグ 優勝監督賞
- 2025年 - 2024-25 V.LEAGUE MEN シーズン優勝ヘッドコーチ賞

## 所属チーム

### 選手
- 南山高校
- 鹿屋体育大学
- 三好循環器科EKG/三好循環器科EKG大分/大分三好ヴァイセアドラー（2003-2015年）

### 指導者
- 大分三好ヴァイセアドラー
  - 監督（2014-2021年）
  - チームディレクター（2021-2024年）
- フラーゴラッド鹿児島 監督（2024-2025年）
- VC長野トライデンツ GM（2025年-）